# Лойри, Веса-Матти
Веса-Матти Лойри (фин. Vesa-Matti Loiri; 4 января 1945, Хельсинки — 10 августа 2022, Хельсинки), известный также под псевдонимом Веску (фин. Vesku) — финский киноактёр, певец, флейтист; представитель Финляндии на конкурсе песни Евровидение-1980. Бо́льшую известность актёр получил по своей комедийной роли Ууно Турхапуро (этот персонаж, сыгранный Лойри, появился в общей сложности в двадцати фильмах в период с 1973 по 2004).

## Карьера
Веса-Матти начал карьеру киноактёра в 1962, когда сыграл одну из главных ролей в фильме «Pojat» (рус. Ребята). Всего актёр снялся в более чем 30 фильмах, шесть из них (в которых Лойри снимался в главной роли) вошли в «ТОП-20 Лучших отечественных фильмов» в Финляндии.
Как музыкант Лойри долгое время выступал с песнями Пертту Хиетанена. Ко всему прочему, он неплохо играл на флейте, и в 1980 ему было предложено представить свою страну на конкурсе песни Евровидение-1980 с песней «Huilumies» (рус. Флейтист). К сожалению для исполнителя, его конкурсная композиция, набрав всего шесть баллов, заняла девятнадцатое (последнее) место. Несмотря на это, его музыка и по сей день пользуется большой популярностью: им было продано около миллиона копий своего дебютного альбома, за который он также получил несколько престижных наград.
Веса-Матти Лойри также увлекался спортом (в особенности бильярдом) и в течение нескольких лет занимал должность председателя Финской ассоциации бильярдистов.
Скончался 10 августа 2022 года от онкологического заболевания, которое ему диагностировали в январе. Чин отпевания в Йоханнексенкиркко в центре Хельсинки был совершён 20 сентября 2022 года епископом Теему Лааясало.

## Награды
- «Honorary Jussi Award 1963» за роль в фильме «Pojat»
- «Jussi 1976» за Лучшую мужскую роль в фильме «Rakastunut rampa»
- «Jussi 1982» как Лучшему актёру за роль в фильме «Pedon merkki»
- «Jussi 1983»
- Медаль «Pro Finlandia» (1996)
- «Concrete Jussi 1998»
- «Festival International du Film Indépendent» (Брюссель, 2003) за роль в фильме «Pahat pojat»
- «Telvis» в 1984, 1986 и 1987 как Лучшему актёру года
- «Special Telvis» (1999)
- «Special Venla» (1989)
- «Black Nights Film Festival» (Таллин, 2010) — A Lifetime Achievement Award 2010

## Дискография
- Ystävän laulut (2003)
- Ystävän laulut II (2004)
- Ivalo (2006)
- Inari (#1 в Finnish Albums Chart) (2007)
- Kasari (#1 в Finnish Albums Chart) (2008)
- Hyvää puuta (2009)
- Skarabee (2010)

## Фильмография
- Elämältä kaiken sain (2015)
- Kaksipäisen kotkan varjossa (2005)
- Uuno Turhapuro — This Is My Life (2004)
- Pahat pojat (2003)
- Rumble (2002)
- Hurmaava joukkoitsemurha (2000)
- Talossa on Saatana (1999)
- History Is Made at Night (1999)
- Sokkotanssi (1999)
- Johtaja Uuno Turhapuro — pisnismies (1998)
- Kummeli: Kultakuume (1997)
- Ruuvimies (1995)
- Kesäyön unelma (1994)
- Vääpeli Körmy — Taisteluni (1994)
- Uuno Turhapuron poika (1993)
- Ripa ruostuu (1993)
- Kuka on Joe Louis? (1992)
- Uuno Turhapuro, Suomen tasavallan herra presidentti (1992)
- Vääpeli Körmy ja vetenalaiset vehkeet (1991)
- Uuno Turhapuro, herra Helsingin herra (1991)
- Uunon huikeat poikamiesvuodet maaseudulla (1990)
- Tupla-Uuno (1988)
- Uuno Turhapuro — kaksoisagentti (1987)
- Älä itke Iines (1987)
- Pikkupojat (1986)
- Liian iso keikka (1986)
- Uuno Turhapuro muuttaa maalle (1986)
- Uuno Epsanjassa (1985)
- Hei kliffaa hei! (1985)
- Kepissä on kaksi päätä (1985)
- Uuno Turhapuro armeijan leivissä (1984)
- Lentävät luupäät (1984)
- Uuno Turhapuron muisti palailee pätkittäin (1983)
- Jon (1983)
- Ulvova mylläri (1982)
- Uuno Turhapuro menettää muistinsa (1982)
- Uuno Turhapuron aviokriisi (1981)
- Pedon merkki (1981)
- Tup-akka-lakko (1980)
- Koeputkiaikuinen ja Simon enkelit (1979)
- Rautakauppias Uuno Turhapuro, presidentin vävy (1978)
- Häpy Endkö? Eli kuinka Uuno Turhapuro sai niin kauniin ja rikkaan vaimon (1977)
- Tykkimies Kauppalan viimeiset vaiheet (1977)
- Lottovoittaja UKK Turhapuro (1976)
- Seitsemän veljestä (1976)
- Rakastunut rampa (1975)
- Professori Uuno D.G. Turhapuro (1975)
- Robin Hood ja hänen iloiset vekkulinsa Sherwoodin pusikoissa (1974)
- Uuno Turhapuro (1973)
- Lasinen eläintarha (1973)
- Hellyys (1972)
- Hirttämättömät (1971)
- Kahdeksas veljes (1971)
- Jussi Pussi (1970)
- Pohjan tähteet (1969)
- Leikkikalugangsteri (1969)
- Näköradiomiehen ihmeelliset siekailut (1969)
- Oma (1969)
- Noin seitsemän veljestä (1968)
- Luule kanssamme (1968)
- Lapualaismorsian (1967)
- Мальчишки / Pojat (1962)